# Anders Georg Levgren
Anders Georg Levgren, född 13 september 1788 i Göteborg, död där 6 maj 1857, var en svensk affärsman och filantrop.

## Biografi
Levgren var son till grosshandlare Lars Levgren (1744–1824) och Margareta Christina, född Embring (1756–1843). Namnet Levgren togs från faderns födelsesocknen Levene i Västergötland. 
Han erhöll 1811 burskap i Göteborg som handlande och ingick 1812 kompanjonskap med sin far under firma Lars Levgren & son. Firman var först inriktad på sillaffärer, men efter kontinentalblockaden agerade man snabbt och köpte upp flera konkursbon. Bland annat köpte man in amerikansk tobak och sålde med mycket stor vinst. Under påföljande depression lyckades man behålla och utveckla sin förmögenhet, som utökades genom inköp av bruksegendomar. Lars Levgren blev innehavare av landeriet Stora Katrinelund 1799, och kallades under många år för "rike Levgren på Katrinelund", ett namn som övergick på sonen.
Levgren var en av borgerskapets äldste, en av börsens föreståndare, medlem av Göteborgs sparbank samt ordförande i handelssocieteten 1824–1826. Göteborgs handelsinstitut tillkom i huvudsak genom Levgrens intresse och generositet. 
Som så många andra Göteborgsköpmän utövade Levgren välgörenhet. Han var även djupt religiös och familjen räknades till herrnhutarna. År 1814 gifte han sig med Brita Sophia Tranchell (1794–1831), och en andra gång 1837 med Anna Brita Lönner. 
Den Levgrenska boksamlingen på Göteborgs stadsbibliotek härstammar från honom och hans två söner, Karl Laurens Levgren (1821–1889) och Anders Wilhelm Levgren.
Levgrensvägen som går förbi Levgrens äng uppkallades 1944 efter honom.